# Тоцьке
То́цьке (рос. Тоцкое) — село у складі Тоцького району Оренбурзької області, Росія.

## Географія
Село розташоване за 200 км на північний захід Оренбургу на лівому березі річки Самара, біля впадання в неї невеликої річки Сорока.

## Історія
Одне з перших поселень в Оренбурзькій області. Воно було засноване як фортеця першим начальником Оренбурзької експедиції Іваном Кириловичем Кирилова в серпні 1736 року за Указом імператриці Анни Іванівни.
У 1773 році гарнізон приєднався до військ Пугачова.
17 вересня 1833 року село відвідав Олександр ушкін, коли збирав матеріал для повісті «Капітанська дочка». Тоцька фортеця згадується Пушкіним в тексті «Історії Пугачова» і архівних заготовках до неї.
У Тоцькому в 1914—1917 роках жив чеський письменник Ярослав Гашек.
У 1941—1942 роках Тоцьке було одним із центрів формування польської «Армії Андерса».
14 вересня 1954 року на Тоцькому полігоні за 13 км на північ від села вперше в СРСР були проведені загальновійськові вчення із застосуванням ядерної зброї.

## Населення
Населення — 6898 осіб (2010; 7201 у 2002).
Національний склад (станом на 2002 рік):
- росіяни — 85 %

## Господарство
У селі були розташовані ВАТ «Тоцький машинобудівник», молокозавод, хлібокомбінат, друкарня, лісгосп та інші підприємства. За даними Федеральної податкової служби Росії, на даний момент виробництва немає, всі підприємства закриті.

### Транспорт
Залізниця: станція Тоцька на лінії Оренбург — Самара; відстань до Оренбургу — 196 км.
Автомобільна дорога: траса Оренбург — Самара; відстань до Оренбурга — 202 км.
Поблизу села знаходиться військовий аеродром «Тоцьке». В даний час не функціонує.